# Effetto della veduta d'insieme
L'effetto della veduta d'insieme (in inglese Overview Effect) è un cambiamento cognitivo nella consapevolezza riportato da alcuni astronauti e cosmonauti durante il volo spaziale, causato dall'osservazione della Terra dall'orbita o dalla superficie lunare.
Questo effetto fa riferimento all'esperienza di vedere in prima persona la realtà della Terra nello spazio, la quale viene subito percepita come una piccola, fragile sfera della vita, "appesa nel vuoto", avvolta da una sottile atmosfera che la protegge dall'ambiente esterno. Dallo spazio, sostengono gli astronauti, i confini nazionali svaniscono, i conflitti che dividono le persone diventano meno importanti, e la necessità di creare una società planetaria con la volontà unitaria di proteggere questo "pallido punto azzurro" nello Spazio diventa evidente e imperativo.
La possibile esistenza dell'effetto overview venne teorizzata dallo scrittore Frank White nel 1987 dopo aver intervistato 29 astronauti. Espose la sua teoria nel libro The Overview Effect — Space Exploration and Human Evolution (Houghton-Mifflin, 1987), (AIAA, 1998).
Astronauti come Rusty Schweikart, Edgar Mitchell, Thomas Jones, Chris Hadfield, Mike Massimino e Paolo Nespoli riferiscono di aver vissuto l'effetto.
Anche l’attore William Shatner, famoso per aver interpretato il Capitano James Tiberius Kirk nella serie tv di fantascienza Star Trek, ha riferito di aver provato l’effetto durante il suo volo spaziale compiuto il 13 ottobre 2021.